# فانيسا وارد
فانيسا وارد (بالإنجليزية: Vanessa Browne-Ward) هي منافسة ألعاب القوى أسترالية، ولدت في 5 يناير 1963.

## وصلات خارجية
- فانيسا وارد على موقع الاتحاد الدولي لألعاب القوى (الإنجليزية)
- فانيسا وارد على موقع النتائج التاريخية لألعاب القوى الأسترالية (الإنجليزية)
- فانيسا وارد على موقع أوليمبيديا (الإنجليزية)
- فانيسا وارد على موقع اللجنة الأولمبية الأسترالية (الإنجليزية)